# 能泉村
能泉村（のうせんむら）は山梨県西山梨郡にあった村。現在の甲府市北部、荒川左岸、昇仙峡周辺にあたる。

## 地理
- 河川：荒川

## 歴史
- 1875年（明治8年）6月 - 山梨郡川窪村・高成村・竹日向村・塔岩村が合併して能泉村となる。
- 1878年（明治11年）7月22日 - 郡区町村編制法の施行により、能泉村が西山梨郡の所属となる。
- 1889年（明治22年）7月1日 - 町村制の施行により、能泉村が単独で自治体を形成。
- 1954年（昭和29年）10月17日 - 甲府市に編入。同日能泉村廃止。

## 名所・旧跡・観光スポット・祭事・催事
- 昇仙峡